# Анна фон Текленбург-Шверин
Анна фон Текленбург-Шверин (на немски: Anna von Tecklenburg-Schwerin) е графиня на Текленбург-Шверин и чрез женитба графиня на Бентхайм-Щайнфурт.

## Биография
Родена е на 5 юли 1532 година в дворец Реда. Тя е единствената дъщеря-наследничка на граф Конрад фон Текленбург-Шверин (1493 – 1557) и съпругата му Мехтхилд фон Хесен (1490 – 1558), дъщеря на ландграф Вилхелм I фон Хесен и съпругата му принцеса Анна фон Брауншвайг-Волфенбютел.
Анна фон Текленбург се омъжва 1553 г. на 23 години за 18-годишния граф Ебервин III (* 1536; † 1562), наследник на Бентхайм-Щайнфурт.
След смъртта на баща си през 1557 г. тя става графиня на графство Текленбург и на господствата Вефелингховен и Реда. Бракът се проваля. Анна иска сама да управлява Графство Текленбург и Господство Реда. Ебервин затваря тогава жена си в кулата на нейната резиденция замък Текленбург. Анна се освобождава чрез намесата на граф Христоф фон Олденбург. Обвиняват Ебервин в изневяра и че живее в лукс. След смъртта на нейния съпруг през 1562 г. Анна става регентка до 1573 г. за малолетния си син Арнолд в графствата Бентхайм и Щайнфурт. Анна умее да управлява и има медицински познания. В замък Текленбург тя отваря аптека.
Умира на 24 август 1582 г. в Мюнстер от чума на 50-годишна възраст. Погребана е до нейния съпруг в гробната капела на градската църква в Бентхайм.

## Деца
Анна фон Текленбург-Шверин и Ебервин III фон Бентхайм-Щайнфурт имат две деца:
- Арнолд (* 2 октомври 1554, † 11 януари 1606), граф на Бентхайм, Текленбург и Щайнфурт, и чрез брак граф на Лимбург.
- Валбурга (* 24 октомври 1555, † 9 април 1628), ∞ 1576 граф Херман I фон Вид.